# Коптеловский район
Коптеловский район — административно-территориальная единица в составе Свердловской области РСФСР, существовавшая в 1944—1963 годах. Административный центр — село Коптелово.
Коптеловский район был образован в ноябре 1944 года. В его состав были переданы следующие территории:
- из Алапаевского района: Арамашевский, Бутаковский, Вогульский, Грязнухинский, Деевский, Катышкинский, Клевакинский, Коптеловский, Костинский, Ялунинский, Ярославский и Ячменевский сельсоветы
- из Егоршинского района: Гостьковский, Липинский, Мироновский, Раскатихининский и Сарафановский с/с
- из Зайковского района: Бичурский с/с.

В 1954 году Ячменевский с/с был присоединён к Костинскому, Бутаковский — к Клевакинскому, Вогульский — к Ярославскому, Липинский — к Мироновскому, Гостьковский — к Раскатихининскому, Катышкинский — к Арамашевскому.
В 1956 году Ярославский с/с был разделён между Клевакинским и Ялунинским с/с.
В 1957 году Бичурский с/с был возвращён из Коптеловского района в Зайковский район.
В 1960 году Грязнухинский и Клевакинский с/с были присоединены к Костинскому с/с, а Ялунинский с/с — к Коптеловскому.
1 февраля 1963 года Коптеловский район был упразднён, а его территория (Арамашевский, Деевский, Коптеловский, Костинский и Раскатихинский с/с) включена в Алапаевский район.